# 金粟兰
金粟兰（学名：Chloranthus spicatus）为金粟兰科金粟兰属的植物。分布在日本以及中国大陆的广东、贵州、福建、四川、云南等地，生长于海拔150米至990米的地区，常生于山坡和沟谷密林下，目前尚未由人工引种栽培。

## 别名
珠兰（通称） 珍珠兰（岭南杂记）

## 外部連結
- 金粟蘭, Jinsulan （页面存档备份，存于） 藥用植物圖像數據庫 (香港浸會大學中醫藥學院) （繁體中文）（英文）